# Bernard Deletré
 (juillet 2017).
Bernard Deletré est un chanteur soliste français de tessiture baryton-basse.

## Biographie
Après des études de flûte et de chant dans le Nord de la France, suivies d'un premier prix de chant au Conservatoire national supérieur de musique et de danse de Paris, Bernard Deletré fait ses premières armes avec le Groupe vocal de France avant de se lancer dans une carrière de soliste. Il apporte aussi sa pierre à la Musique contemporaine, au sein de structures telles que l'Atelier Lyrique du Rhin ou la Péniche Opéra. Également récitant, metteur en scène et comédien, il fait des incursions dans le domaine de la Poésie et du Théâtre.
Ces aventures artistiques n'empêchent pas Bernard Deletré de fréquenter les autres répertoires avec assiduité : Monteverdi, Purcell, Cesti, Cavalli, Lully, Charpentier, Rameau, Haendel ou Mozart, mais aussi Verdi, Bellini, Massenet, Offenbach, Janacek. Très demandé aux États-Unis et au Canada (Glimmerglass Opera Festival, Festival de Berkeley, New-York City Opera, Boston Early Music Festival, Opera Lafayette Washington DC, Florence Gould Hall de New-York, Festival de Musique ancienne de Montréal.), il entretient également une collaboration avec la compagnie nationale néerlandaise Reisopera et l'opéra de Genève. Bernard Deletré a beaucoup travaillé dans les années 1980 et 1990 avec l'ensemble Les Arts Florissants, fer de lance du mouvement de renouveau de la musique appelée actuellement baroque, dirigé par William Christie. Il était alors un des piliers de cet ensemble aux côtés d'Agnès Mellon, Guillemette Laurens, Jill Feldman, Monique Zanetti, Dominique Visse, Étienne Lestringant, Michel Laplénie, Philippe Cantor, François Fauché...
Il a participé à plus de quarante enregistrements radiophoniques et discographiques pour les firmes Erato, EMI France, Adda, Opus 111, Naxos, Harmonia Mundi.
Sa riche carrière s'est équilibrée entre les engagements dans le domaine du baroque et dans le grand répertoire traditionnel d'opéra : Giorgio des Puritains de Bellini à Nantes, une composition très remarquée du Peter Schlemihl des Contes d'Hoffmann (version Oeser) à Genève dans une mise en scène d'Olivier Py, Dikoï de Katya Kabanova à Genève, Bartolo des Noces de Figaro à Tourcoing et Orléans, le Curé de la Petite Renarde rusée de Janacek à Genève, 
Arkel de Pelléas et Mélisande en tournée aux Pays-Bas. En 2005, Il a écrit, réalisé, mis en scène et interprété le spectacle La Fontaine Incognito sur une musique d'Isabelle Aboulker pour le grand théâtre de Limoges.
On a pu notamment l'entendre dans « Hérodiade » de Massenet (Phanuel) et « Les Pêcheurs de perles » de Bizet (Nourabad) au Dorset Opera Festival (G-B) « Manon » de Massenet (comte des Grieux) en tournée aux Pays-Bas, « Medea de Cherubini (Créon) en tournée aux Pays-Bas, « Don Quichotte » de Massenet (rôle-titre) et « Roméo et Juliette » de Gounod (Frère Laurent) à Limoges, Pulcinella de Stravinsky avec l'orchestre National de Lille, une reprise des Contes d'Hoffmann à Genève, « la Veuve et le Grillon », pièce de Daniel Soulier, sur la Péniche-Opéra, L'Amour des trois oranges Dijon et Limoges, « Les Noces de Figaro » à Tourcoing et au Théâtre des Champs-Élysées, « Turandot » de Busoni à Dijon, Reprise d' « Atys » de Lully à Paris, Caen, Bordeaux, Versailles et New-York, « Jenufa » de Janacek à Rennes et Limoges. Collaboration avec  la compagnie américaine Opera Lafayette : à la mise en scène (et l'interprétation du personnage de Baskir) pour l'opéra de Félicien David Lalla-Roukh à Washington et New-York en janvier 2013, dans le rôle de Don Alfonso pour Cosi Fan Tutte en oct 2013 (reprise au Château de Versailles le 30 janvier, 2 et 3 février 2014).

## Discographie sélective

### Opéras
- 2013 : Lalla Roukh  de Félicien David (Baskir)- Dir. Ryan Brown – Naxos
- 2007 : Ulysse  de Jean-Féry Rebel (Urilas) - Dir. Reyne - AC Production
- 2005 : Isis  de Lully (Jupiter) - Dir. Reyne -  AC Production
- 2004 : Orfeo  de Monteverdi  (Plutone) - Dir. Malgoire - Dynamic
- 2003 : Agrippina de Haendel (Pallante) - Dir. Malgoire - Dynamic
- 1997 : La Dame blanche  de Boëldieu (Mac Irton) - Dir. Minkowski - EMI
- 1996 : Calisto  de Cavalli (Giove) - Dir. J.Glover - (live) BBC World
- 1995 : Médée H.491 de Charpentier (Créon) - Dir. Christie - Erato
- 1993 : Armide de Lully (Hidraot, Ubalde) - Dir. Herreweghe - Harm.M.
- 1993 : Alcyone de Marin Marais - Jennifer Smith, Alcyone, Gilles Ragon, Ceix,  Philippe Huttenlocher, Pelée, Jean-Paul Fouchécourt, Apollon, Le Sommeil, Véronique Gens, 2de Matelotte, La Prêtresse, Bernard Delettre, Tmole, Le Grand Prêtre, Les Musiciens du Louvre, dir. Marc Minkowski (janvier 1990, 3 CD Erato « Musifrance » 2292-45522-2)[1]
- 1992 : Idoménée de Campra (rôle-titre) Dir. Christie - Har.M.
- 1992 : Le Baigneur  de Denis Levaillant (rôle-titre) - Thésis
- 1991 : Les Indes galantes de Rameau (Huascar, Alvar) - Dir. Christie Har.M.
- 1991 : Orfeo  de Rossi (Augure, Pluton) - Dir. Christie - Har.M
- 1990 : Alcyone de Marin Marais (solos divers) - Dir. Minkowski - Erato
- 1990 : Iphigénie en Aulide de Glück (Patrocle) - Dir. Gardiner - Erato
- 1989 : Platée  de Rameau (Momus, Cithéron) - Dir. Minkowski - Erato
- 1989 : The Fairy Queen de Purcell (Drunken poet, Corydon, Hymen) - Dir. Christie  Har.M.
- 1988 : David et Jonathas H.490, de Charpentier (Vx de Samuel, Achis) - Dir. Christie -  Har.M.
- 1988 : Giasone  de Cavalli (Oreste) - Dir. R. Jacobs - Har.M.
- 1987 : Comédie-ballets de Lully (divers) Minkowski - Erato
- 1987 : Atys de Lully (Le Temps, Phobétor, Sangar) - Dir. Christie - Harmonia Mundi

### Oratorios - Divers
- 2005 : L'Homme et son désir de Darius Milhaud - Orch. Nal de Lille - Dir. Jean-Claude Casadesus - Naxos
- 1996 : Jean de La Fontaine, Un portrait musical : Les Amours d’Acis et de Galatée H.499, de Marc-Antoine Charpentier, La Symphonie du Marais, dir. Hugo Reyne. CD Virgin veritas.
- 1996 : Motets de Jean-Baptiste Lully (basse solo) - Dir. Hervé Niquet
- 1995 : Messe du couronnement de Wolfgang Amadeus Mozart (basse solo) - Dir. Patrick Marco - Verany
- 1995 : Thétis cantate profane de Jean-Philippe Rameau (basse solo) - Dir. Christophe Coin
- 1995 : Motets de Pierre Robert (basse solo) - Dir. Olivier Schneebeli
- 1993 : Salve Regina de Joseph Haydn (basse solo) - Dir. Martin Gester - Opus 111
- 1992 : Motets de Sébastien de Brossard (basse solo) - Dir. Martin Gester - Opus 111
- 1991 : Motets de Michel-Richard Delalande (basse solo) - Dir. Paul Colléaux - Erato
- 1990 : Les Quatre Saisons H.335 -337,  Psaumes de David  H.174, H.231, H.179 de Marc-Antoine Charpentier (basse solo) - Dir. Martin Gester - Opus 111
- 1990 : Le Massacre des Innocents H.411, L’Action de grâce pour la convalescence du Dauphin H.326, Super flumina Babylonis H.170, Confitebor H.220, Beatus vir H.221, Laetatus sum H.216, et Exurgat Deus H.215,  de Marc-Antoine Charpentier (basse solo) - La Symphonie du Marais, Ensemble Vocal Contrepoint, Dir. Olivier Schneebeli - Adda
- 1990 : Le Malade Imaginaire H.495 de Marc-Antoine Charpentier - Dir. Marc Minkowski - Erato
- 1989 : Messe de la Rue (Ensemble Clément Janequin) - Dir. Dominique Visse  - Harmonia Mundi
- 1989 : Te Deum H.146 de Marc-Antoine Charpentier (basse solo) - Les Arts Florissants, Dir. William Christie - Harmonia Mundi
- 1989 : Psaumes  de Camille Saint-Saëns (basse solo) - Dir. Jacques Mercier - Adda
- 1983 : Antifonia de Scelsi (Groupe vocal de France) - Dir. Tranchant

### Enregistrements vidéo, radio et télévision
- DVD :  
  - Agrippine de Haendel - Dir. Malgoire - 2004
  - Orfeo de Monteverdi - Dir Malgoire – 2006
  - Turandot de Busoni – Dir Kawka – 2011
  - Atys de Lully – Dir. Christie - 2011
- Radio :
  - L'homme qui avait... d'Edith Lejet (Radio-France)
  - Scherzo de Bruno Gillet (Radio-France)
  - Barca di Venetia de Banchieri (Radio-France/Péniche-opéra)
  - O comme eau de Claude Prey (Radio-France/Péniche-opéra)
  - L'Arrache-Cœur d'Elisabeth Sikora (Radio-France)
  - Les Chambres de Cristal de Reibel (Radio-France/Péniche-
- Télévision :
  - Le Malade Imaginaire Molière/Charpentier - La sept -
  - Fairy Queen de Purcell - La Sept -
  - Giasone de Cavalli - Télévision autrichienne -
  - Atys de Lully - La Sept -

## Mises en scène
- 1986 – Le Cirque volant» de Jean Absil - Région Nord/Pas-de-Calais
- 1997 - Le joueur de flûte de Günther Kretzschmar - traduction du livret, adaptation, mise en scène - Région Nord/Pas-de-Calais
- 1998 - Le Paradis des chats de Vladimir Kojoukharov - adaptation, mise en scène - Région Nord/Pas-de-Calais
- 2002 - La Querelle des muses d'Alexandros Markeas - Scénario, livret, mise en scène - Région Nord/Pas-de-Calais
- 2005 - Atchafalaya d'Isabelle Aboulker - mise en scène - Région Nord/Pas-de-Calais, Montréal (Canada)
- 2005 - La Fontaine et le Corbeau d'Isabelle Aboulker - Adaptation, mise en scène - Région Nord/Pas-de-Calais, Dijon
- 2005 - La Fontaine incognito sur une musique d'Isabelle Aboulker - Scénario, livret, mise en scène – Opéra-Théâtre de Limoges
- 2007 - Les enfants du Levant d'Isabelle Aboulker - Adaptation, mise en scène - Région Nord/Pas-de-Calais
- 2011 – Prend la direction de l'Atelier lyrique du conservatoire d'Hellemmes-Lille
- 2012 - Autour de Beaumarchais sur des musiques de Mozart et Rossini et des textes de Beaumarchais - scénario, mise en scène – Atelier lyrique d'Hellemmes
- 2013 - Lalla-Roukh de Félicien David - Adaptation, mise en scène - Avec la compagnie américaine « Opera Lafayette » - Washington, New-York
- 2013 - Lalla-Roukh de Félicien David - Adaptation, mise en scène - Atelier lyrique d'Hellemmes
- 2014 - Le Médecin malgré lui de Molière/Gounod - Adaptation, mise en scène - Atelier lyrique d'Hellemmes
- 2015 - L'Étoile d'Emmanuel Chabrier - Adaptation, mise en scène - Atelier lyrique d'Hellemmes
- 2016 - La Fille de Madame Angot de Charles Lecocq - Adaptation, mise en scène - Atelier lyrique d'Hellemmes
- 2016 - Une éducation manquée d'Emmanuel Chabrier - Adaptation, mise en scène - Avec la compagnie américaine « Opera Lafayette » - Washington, New-York
- 2017 - La Flûte enchantée de Mozart - Adaptation, mise en scène - Atelier lyrique d'Hellemmes.
- 2018 - Véronique d'André Messager - Adaptation, mise en scène - Atelier lyrique d'Hellemmes.
- 2019 - Giroflé-Girofla de Charles Lecocq - Adaptation, mise en scène - Atelier lyrique d'Hellemmes.